# Rolls-Royce Phantom Drophead Coupé
Das Rolls-Royce Phantom Drophead Coupé ist eine Cabrio-Baureihe des britischen Automobilherstellers Rolls-Royce und das zweite neu entwickelte Modell unter der Regie von BMW. Das Fahrzeug wurde erstmals auf der North American International Auto Show im Januar 2007 vorgestellt. Die Produktion startete im Sommer 2007. Rolls-Royce plante mit einer Stückzahl von 200 pro Jahr. Der Wagen bekam den red dot award:product design 2008 verliehen.
Ende 2016 stellte Rolls-Royce die Produktion der Phantom-Familie ein. Ein Nachfolger für die Limousine kam Anfang 2018 in den Handel, Cabriolet und Coupé erhielten keine Nachfolger. Rolls-Royce produziert als einziges Cabtrioletmodell seit 2016 den Rolls-Royce Dawn.

## Konzeption

### Design
Die Grundlage des Designkonzeptes ist Studie 100 EX, diese lehnt sich an die Grundlinien des Rolls-Royce Phantom VII von 2003 an. Die Studie war das erste Rolls-Royce Experimentalfahrzeug nach 46 Jahren und wurde anlässlich des 100-jährigen Unternehmensjubiläums 2004 auf dem Genfer Auto-Salon vorgestellt. Verantwortlicher Chef-Designer war Ian Cameron. Die in der Studie gezeigten Stilelemente, wie Motorhaube und Windschutzscheibenrahmen aus gebürstetem Metall und die Teakholz-Abdeckung über dem Verdeckkasten (sie besteht aus 30 Einzelteilen), wurden bis in die Serie übernommen. Auch die schon von der Rolls-Royce Phantom-Limousine bekannten hinten angeschlagenen Selbstmördertüren, die den Einstieg erleichtern sollen, wurden beibehalten. Die Linienführung entspricht der von Rolls-Royce bekannten. Das Fahrzeug hat eine lange Motorhaube, große Räder sowie einen kurzen Überhang vorne und einen langen hinten. Die Linien fallen auf den Seitenflanken leicht ab. Der Kofferraumdeckel ist zweigeteilt. Der hintere Teil klappt nach unten und soll als Picknick-Sitz dienen können.

### Ausstattung
Das Drophead Coupé bietet Platz für vier Personen. In den Türen sind wie bei der Limousine Fächer für Regenschirme eingebaut, die durch einen Ventilator getrocknet werden. Die Preise beginnen bei 440.000 Euro. Das Verdeck besteht aus fünf Lagen, von denen die unterste aus Kaschmir ist.

## Produktion
Im ersten Produktionsjahr wurden 253 Drophead Coupés weltweit ausgeliefert, das entspricht 25 % am Gesamtvolumen der Marke. 2008 wurden 431 Dropheads und 137 Coupé produziert. Der Anteil der Baureihe an der Gesamtproduktion der Marke lag bei 46,7 %. 2012 wurde die gesamte Phantom-Baureihe überarbeitet. Diese, als Series II bezeichnete, Überarbeitung ist vor allem an den Frontscheinwerfern zu erkennen.

## Rolls-Royce Phantom Coupé

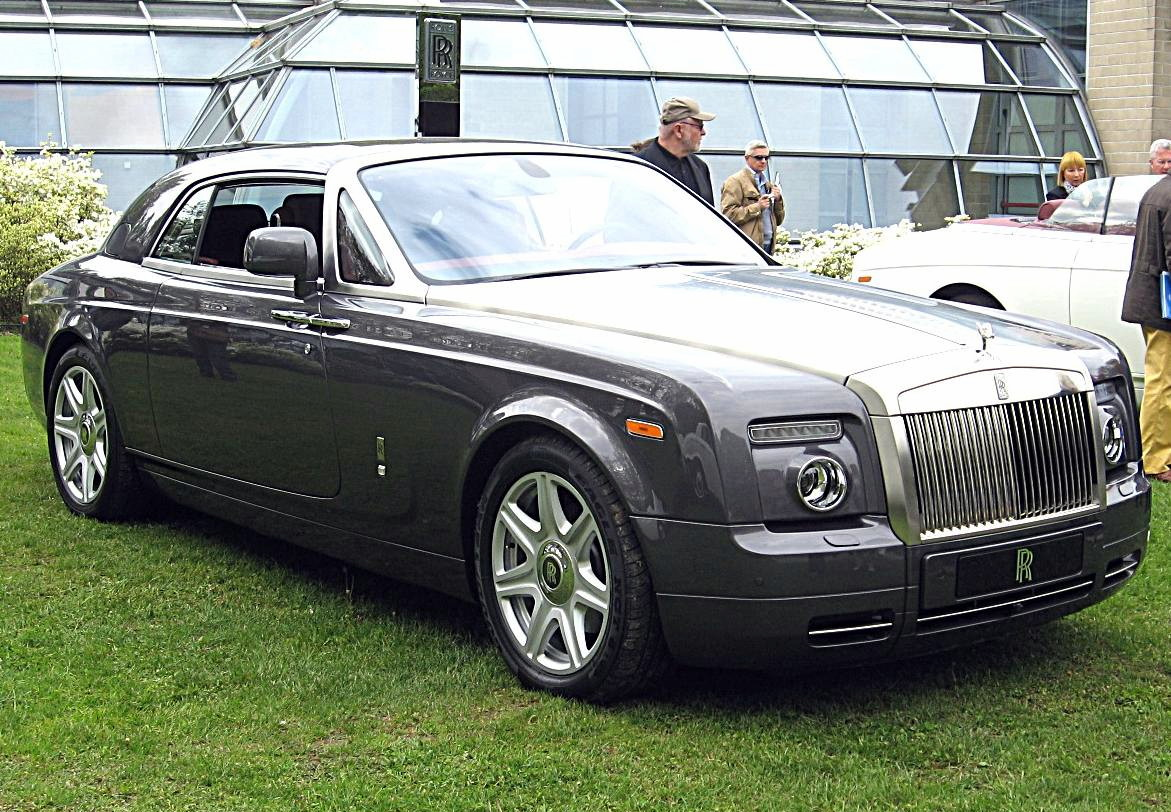
Das Coupé von 2008

Rolls-Royce präsentierte auf dem Genfer Auto-Salon im Februar 2008 eine Coupé-Version des Drophead. Das Coupé hat die gleichen technischen Daten wie das Cabrio und ist mit einer ähnlichen Ausstattung ausgerüstet. Für den Innenraum ist ein Sternenhimmel mit LEDs vorgesehen.
Das Coupé ist mit 2590 kg geringfügig leichter als das Drophead. Es erreicht die gleichen Fahr- und Verbrauchswerte, nur die Höchstgeschwindigkeit liegt 10 km/h über der des Cabrio. Der Preis beginnt bei ca. 433.000 €.

## Bilder

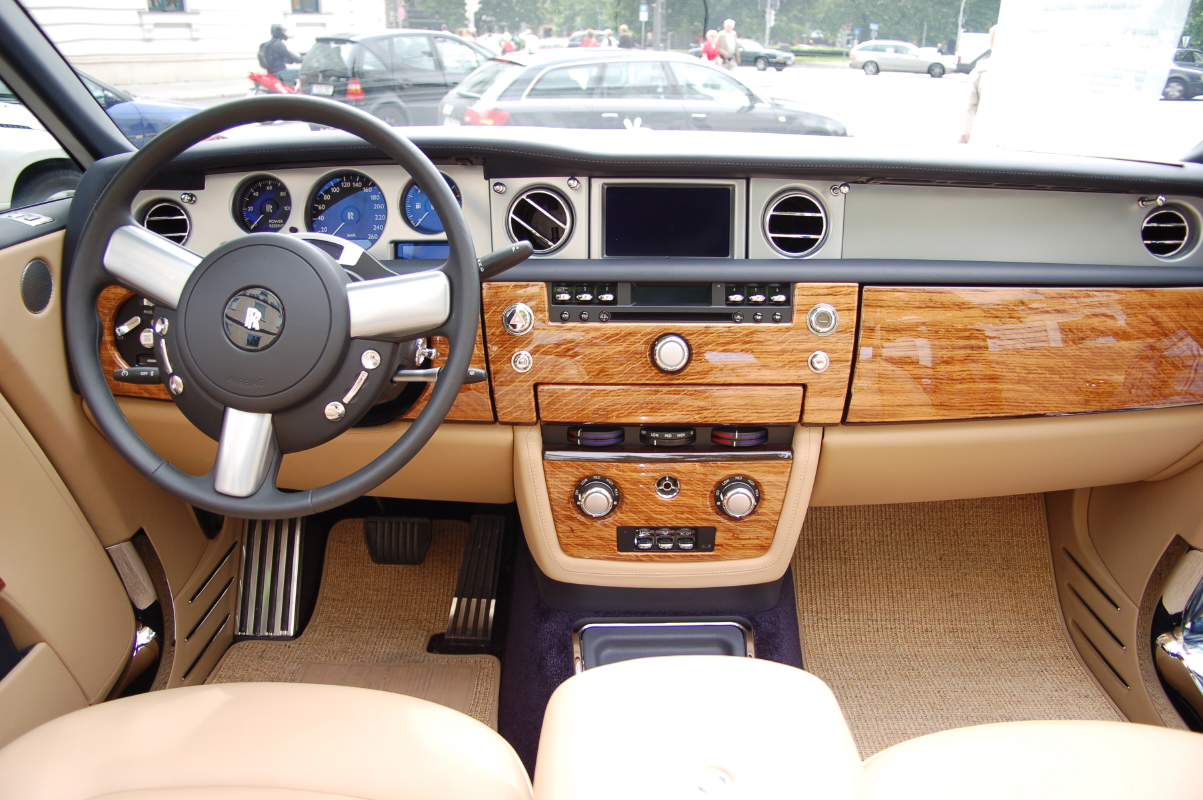
Das Armaturenbrett des Rolls Royce Drophead Coupé mit optionaler Aluminiumleiste
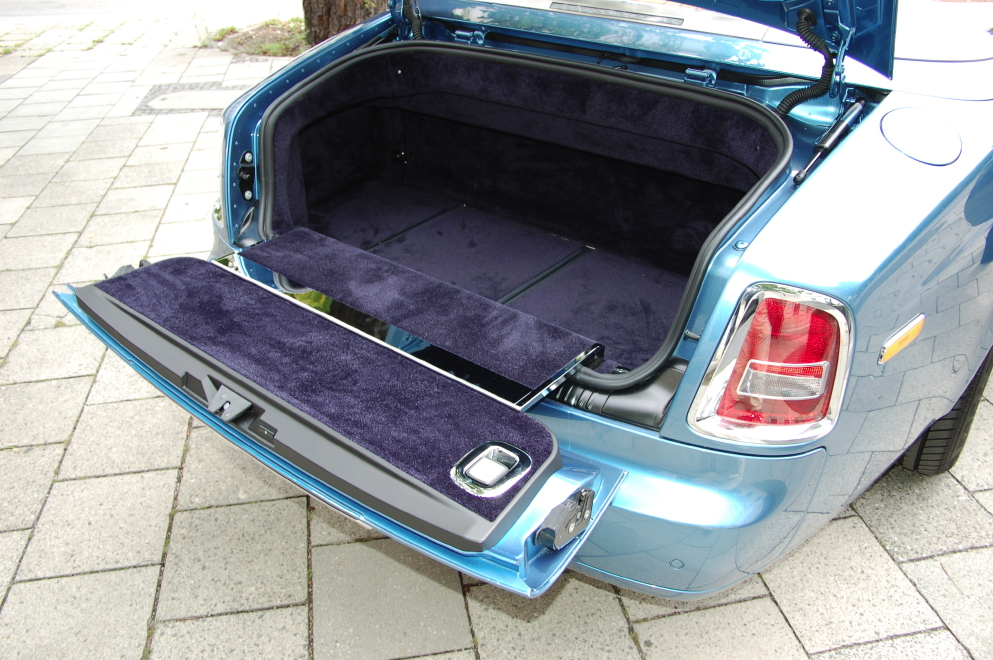
Die zweigeteilte Kofferraumabdeckung im geöffneten Zustand
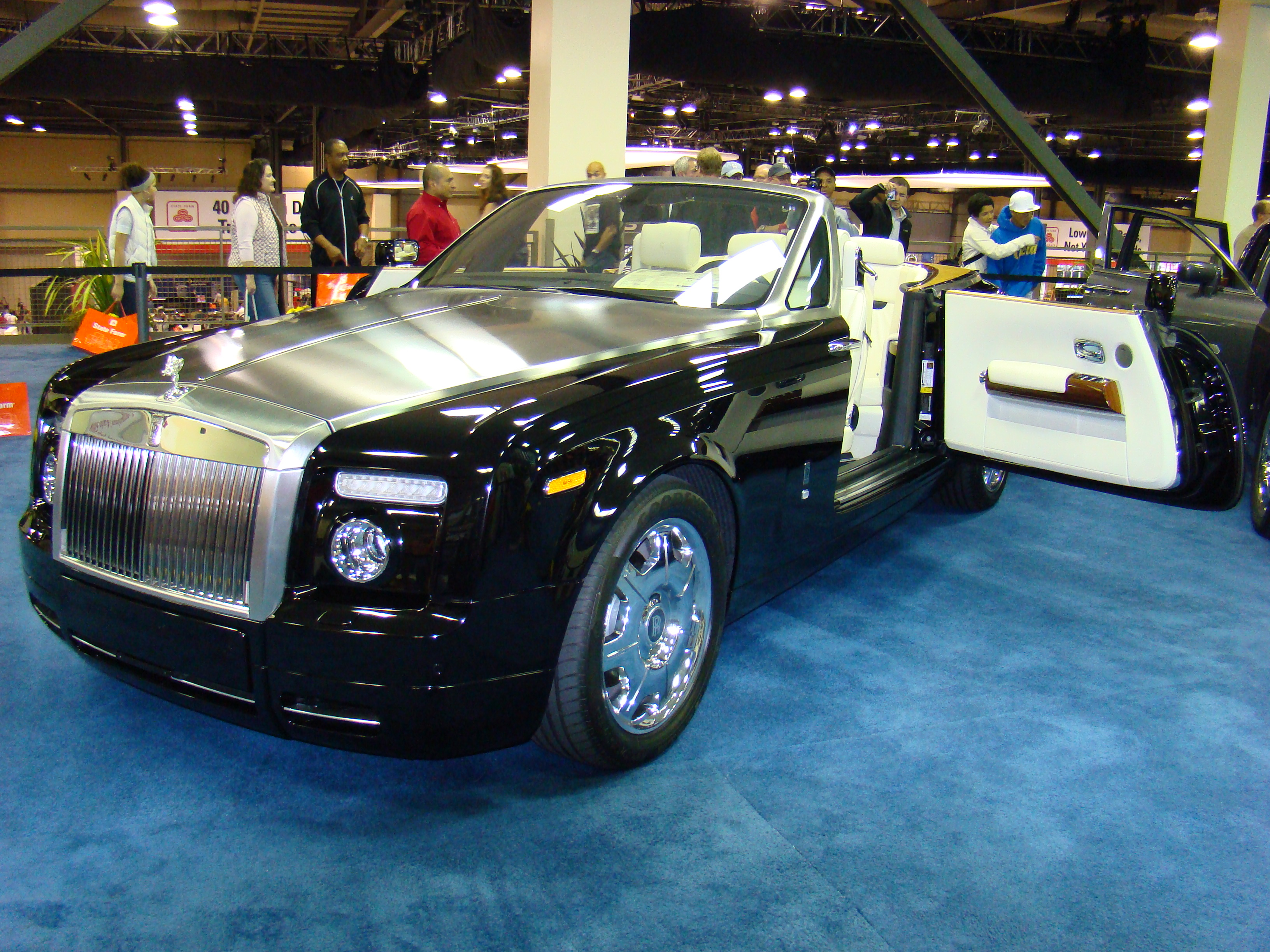
Die nach hinten angeschlagenen Selbstmördertüren
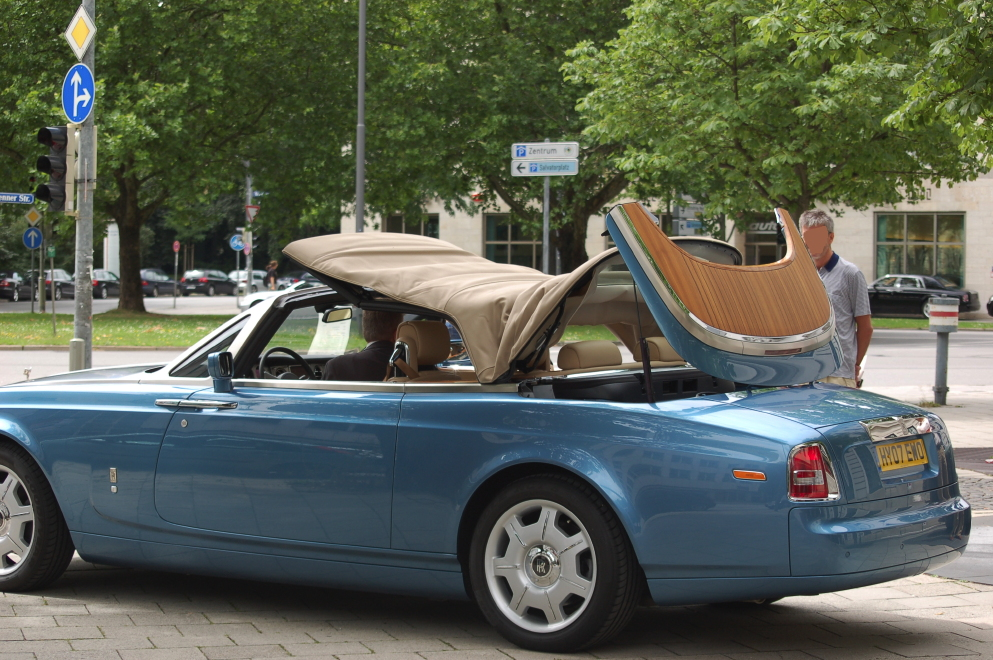
Das Verdeck während des Öffnens
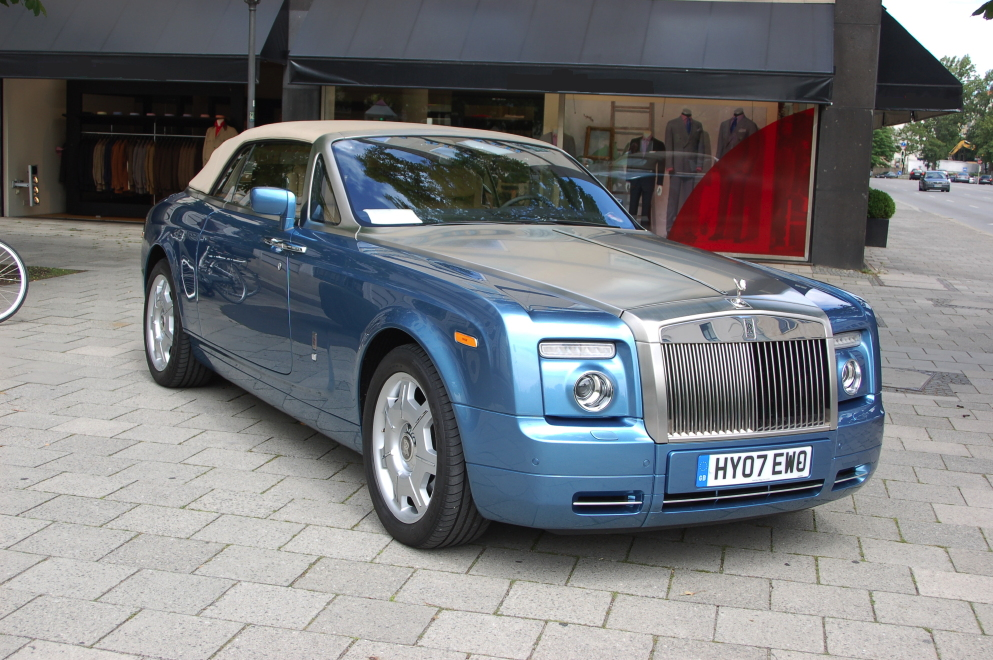
Mit geschlossenem Verdeck
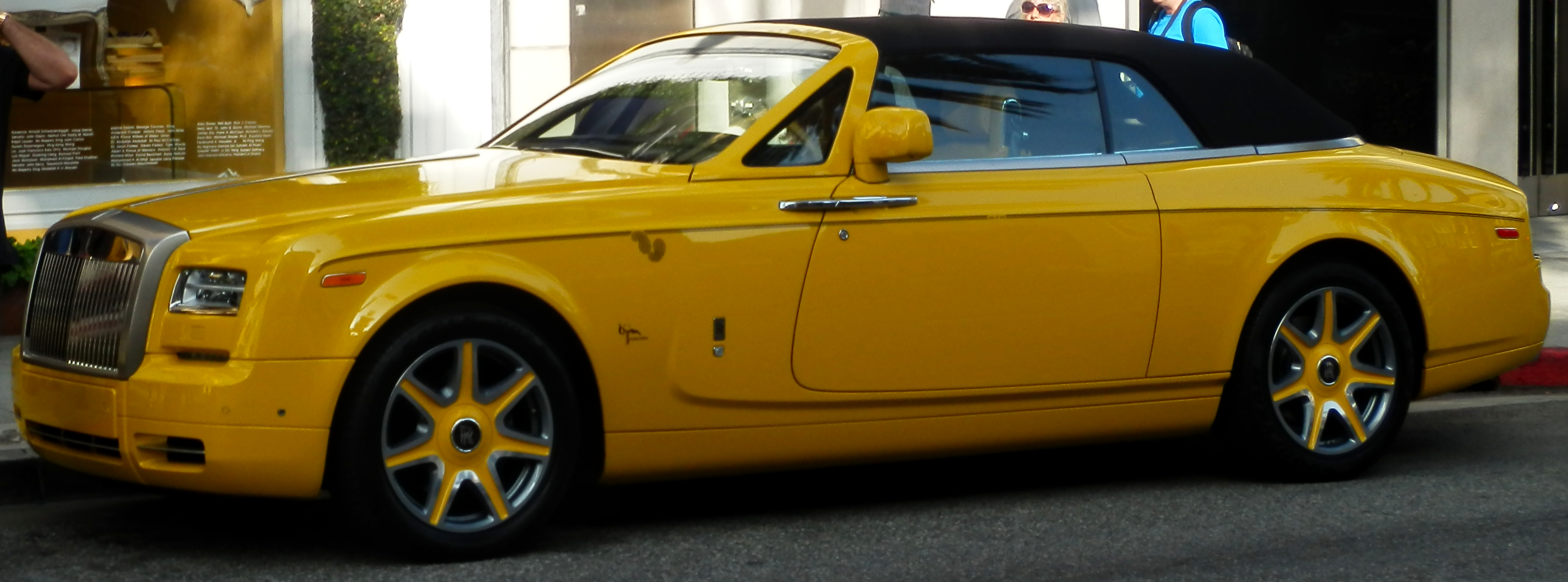
Drophead Coupé des Designers Bijan in Beverly Hills
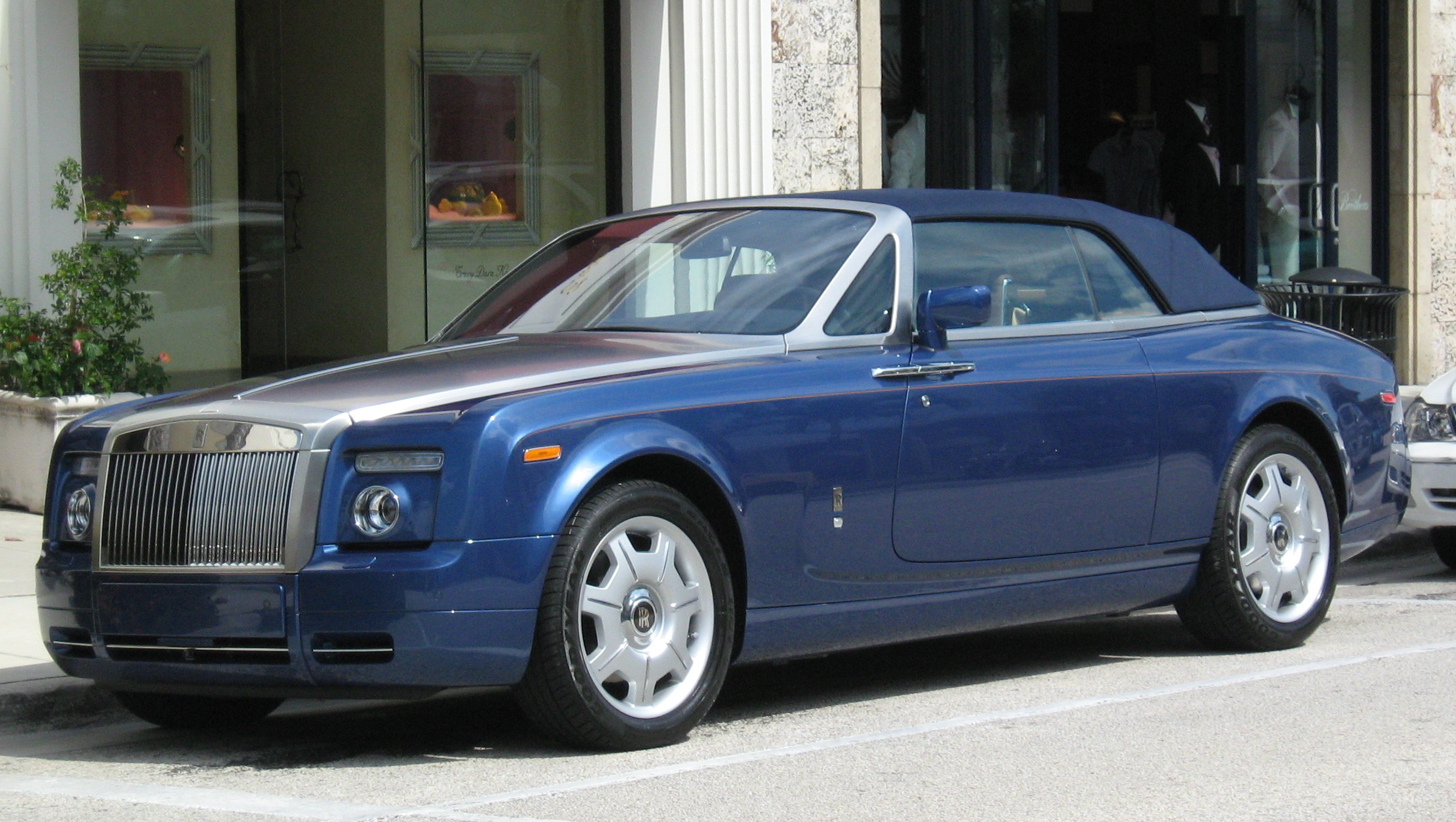
Mit geschlossenem Verdeck
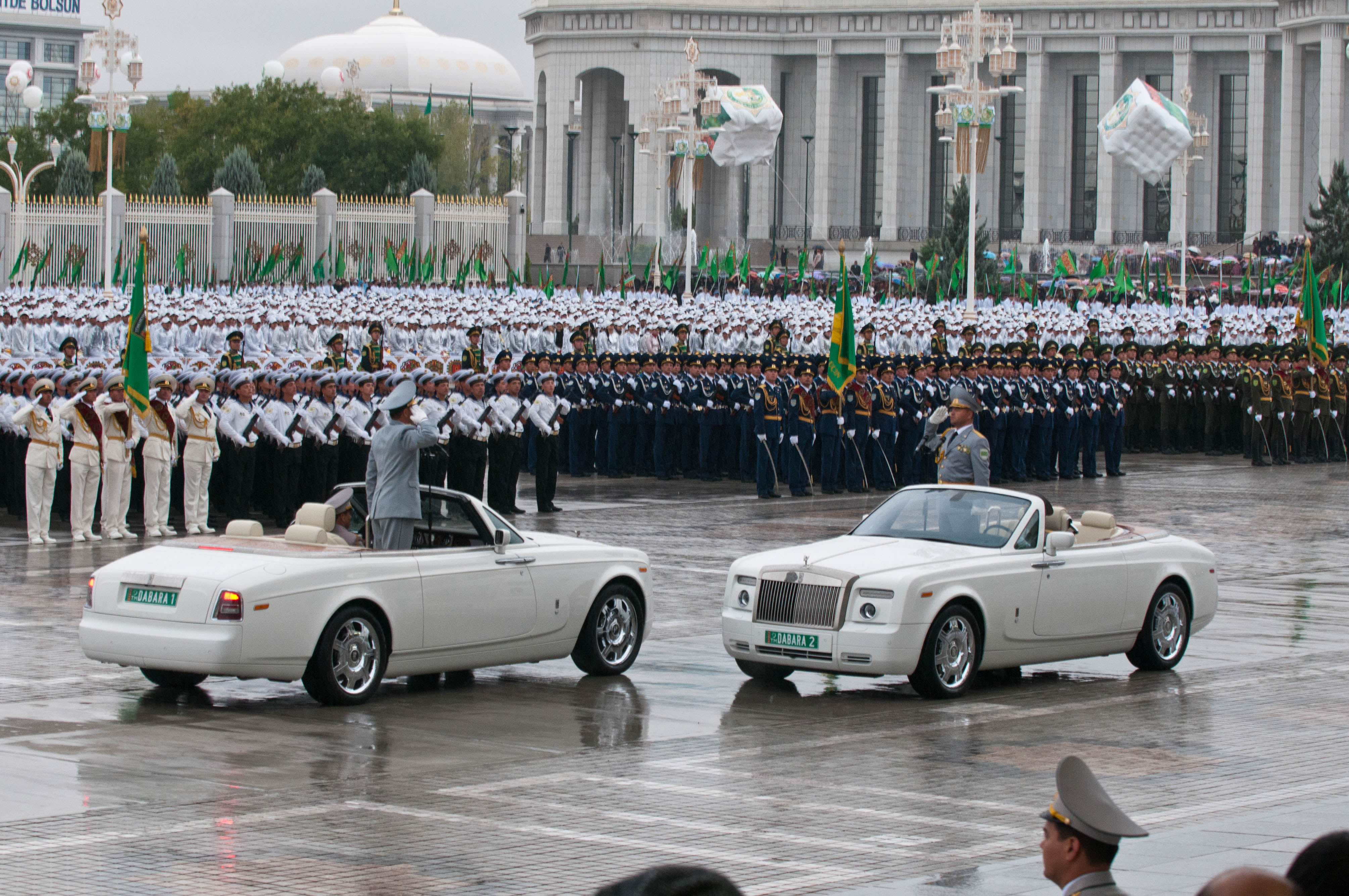
Rolls-Royce Phantom Drophead Coupé auf dem Unabhängigkeitstag Turkmenistans 2011
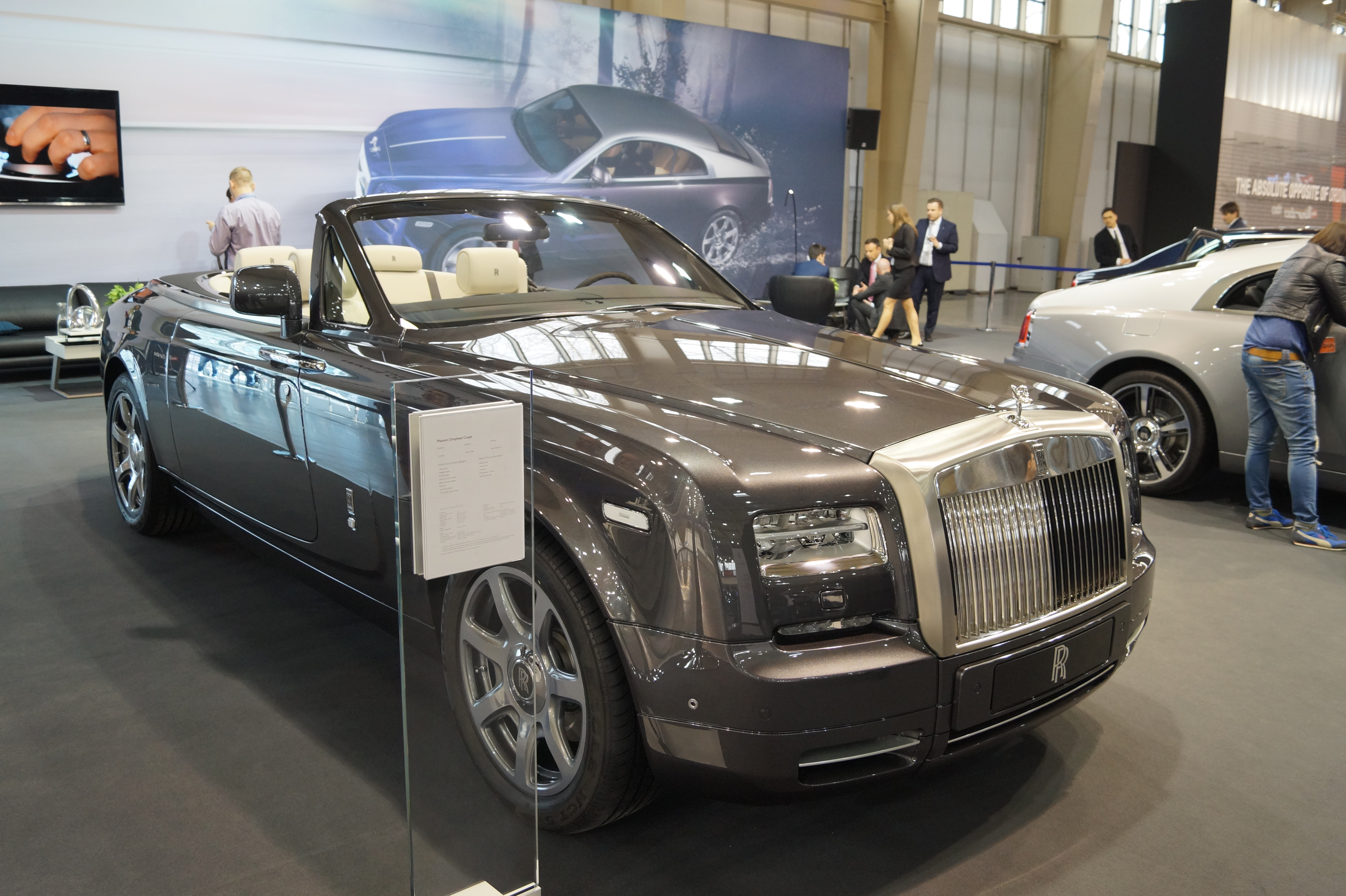
Rolls-Royce Phantom Drophead Coupé Series II

| Motor:                                                             | 12-Zylinder-V-Motor (Viertakt), Gabelwinkel 60°                                                                               | 12-Zylinder-V-Motor (Viertakt), Gabelwinkel 60°                                                                               | 12-Zylinder-V-Motor (Viertakt), Gabelwinkel 60°                                                                               |
| Hubraum:                                                           | 6749 cm³ | 6749 cm³ | 6749 cm³ |
| Bohrung × Hub:                                                     | 92 × 84,6 mm | 92 × 84,6 mm | 92 × 84,6 mm |
| Leistung bei 1/min:                                                | 338 kW (460 PS) bei 5350 | 338 kW (460 PS) bei 5350 | 338 kW (460 PS) bei 5350 |
| Max. Drehmoment bei 1/min:                                         | 720 Nm bei 3500 | 720 Nm bei 3500 | 720 Nm bei 3500 |
| Verdichtung:                                                       | 11:1 | 11:1 | 11:1 |
| Gemischaufbereitung:                                               | Direkteinspritzung | Direkteinspritzung | Direkteinspritzung |
| Ventilsteuerung:                                                   | DOHC, Kette, Valvetronic, Doppel-VANOS                                                                                        | DOHC, Kette, Valvetronic, Doppel-VANOS                                                                                        | DOHC, Kette, Valvetronic, Doppel-VANOS                                                                                        |
| Kühlung:                                                           | Wasserkühlung | Wasserkühlung | Wasserkühlung |
| Getriebe:                                                          | ZF-Achtgang-Automatik Hinterradantrieb                                                                                        | ZF-Achtgang-Automatik Hinterradantrieb                                                                                        | ZF-Achtgang-Automatik Hinterradantrieb                                                                                        |
| Radaufhängung vorn:                                                | Obere Dreiecklenker, untere Querlenker, Diagonal-Zugstreben, Luftfederung                                                     | Obere Dreiecklenker, untere Querlenker, Diagonal-Zugstreben, Luftfederung                                                     | Obere Dreiecklenker, untere Querlenker, Diagonal-Zugstreben, Luftfederung                                                     |
| Radaufhängung hinten:                                              | Untere Vierpunktlenker, obere Quer- und Schräglenker, Luftfederung, autom. Niveauregulierung, elektronisch geregelte Dämpfung | Untere Vierpunktlenker, obere Quer- und Schräglenker, Luftfederung, autom. Niveauregulierung, elektronisch geregelte Dämpfung | Untere Vierpunktlenker, obere Quer- und Schräglenker, Luftfederung, autom. Niveauregulierung, elektronisch geregelte Dämpfung |
| Bremsen:                                                           | Innenbelüftete Scheibenbremsen rundum (Durchmesser v/h 37,4/37 cm), Servo, ABS                                                | Innenbelüftete Scheibenbremsen rundum (Durchmesser v/h 37,4/37 cm), Servo, ABS                                                | Innenbelüftete Scheibenbremsen rundum (Durchmesser v/h 37,4/37 cm), Servo, ABS                                                |
| Lenkung:                                                           | Zahnstangenlenkung, servounterstützt                                                                                          | Zahnstangenlenkung, servounterstützt                                                                                          | Zahnstangenlenkung, servounterstützt                                                                                          |
| Karosserie:                                                        | Leichtmetall (Space Frame-Struktur), selbsttragend, mit Hilfsrahmen                                                           | Leichtmetall (Space Frame-Struktur), selbsttragend, mit Hilfsrahmen                                                           | Leichtmetall (Space Frame-Struktur), selbsttragend, mit Hilfsrahmen                                                           |
| Spurweite vorn/hinten:                                             | 1686/1676 mm | 1686/1676 mm | 1686/1676 mm |
| Radstand:                                                          | 3320 mm | | |
| Abmessungen:                                                       | 5612 × 1987 × 1566 mm | | |
| Leergewicht:                                                       | 2630 kg | | |
| Höchstgeschwindigkeit:                                             | 240 km/h | 240 km/h | 240 km/h |
| 0–100 km/h:                                                        | 5,8 s | | |
| Kraftstoffverbrauch (nach EWG-Richtlinie, kombiniert in l/100 km): | 14,8 Super Plus | | |
| Preis (Euro):                                                      | 458.507 (2016) | | |

Quelle:

## Trivia
- Das Rolls-Royce Phantom Drophead Coupé mit V16-Motor, das Rowan Atkinsons Rolle in Johnny English – Jetzt erst recht! als Dienstwagen dient, wurde erst auf Atkinsons Vorschlag hin von Rolls-Royce Motor Cars mit diesem Motor aufgebaut und zur Verfügung gestellt.[13]